# Опсада Париза (885—886)
Опсада Париза (885—886) је била викиншка опсада главног града Западне Франачке (Француске). Викинзи из Данске нису успели да заузму Париз. То је био најзначајнији догађај током владавине Карла Дебелог. Карло Дебели је постао омражен у целом царству јер није на време помагао опкољеном Паризу, а кад је и стигао дао је Викинзима откуп, иако их је могао дотући. Због тога је Карло Дебели збачен са власти 887. године.

## Увод
Викинзи су постали главна опасност у континенталној Европи током касног IX века. Нормани су нападали континенталну Европу, Данци британска острва, а Варангињани и Швеђани Русију и Балтик. Викинзи су долазили све до Медитерана и нападали су и хришћане и муслимане. Нападали су по обалама и дуж пловних река Француске, Шпаније и Италије. Највише су нападали Холандију и Белгију и оближња подручја Француске и Немачке.

### Карло Ћелави је још 865. створио одбрамбени систем против Викинга
Тако су 845. напали Париз. Током 860их учинили су то још три пута, напуштајући подручје тек кад би нагомилали довољно опљачканог блага или кад би добили довољан откуп да не пљачкају одређено подручје.
Током 864, Карло Ћелави је припремио Француску за будуће опасности, па су по Едикту из Пистра саграђени мостови са одбрамбеним утврђењима преко Сене. У Паризу су тада изграђена два моста, која ће имати велику улогу 20 година касније, током опсаде 885. године.

### Велике наде доласком Карла Дебелог на власт
Француска је трпела због мноштва краљева, који су кратко владали, све до појаве Карла Дебелог, који је био краљ Италије, Немачке и Француске. Наде су порасле због уједињења царства Карла Великог.

## Опсада
Вођа Данаца, Зигфрид захтевао је откуп од Карла Дебелог, али Карло је одбио. Зигфрид је дошао са 700 бродова и 30.000 Данаца до Париза.
Париз је у то доба био град на острву. Стратешки значај града долази од могућности блокаде проласка бродова низ Сену. Блокада се изводила помоћу два нисколежећа моста. Један је био дрвени, а други камени мост. Чак ни ниски викиншки бродови нису могли проћи испод мостова. Одо Париски се припремао за долазак Викинга. Имао је две куле, које су браниле сваки мост. Имао је само 200 људи са оружјем.
Викинзи су дошли 25. новембра 885. и тражили су плаћање данка. Кад је то одбијено започели су са опсадом. Већ 26. новембра нападају североисточну кулу са катапултима и кишом стрела и камења. Одбијени су врелим уљем. Тога дана одбијени су сви викиншки напади, а Парижани су преко ноћи изградили још један спрат на кули.
Викинзи нападају 27. новембра овновима, ватром и поткопавањем. Тога дана се и опат придружио одбрани.
Два месеца су Викинзи копали, правили ровове. Јануара 886, покушали су да напуне плићаке разним отпацима, да би могли да прођу око кула, али поновио нису успели. То су радили и следећа два дана. Затим су трећег дана запалили три брода и усмерили их према дрвеном мосту. Бродови су потонули пре праве ватре на мосту, али су успели да мало ослабе мост.
Велике кише су 6. фебруара биле потпомогнуте баченим отпадом у реку, тако да је река потопила мостове. Потпоре од мостова су попустиле и један мост је река однела. Североисточна кула је постала изолована са само 12 бранилаца. Викинзи су захтевали од те дванаесторице да се предају, а кад су ови то одбили, уследио је напад, у коме је једанаест бранилаца убијено, а дванаести је заробљен. Тај заробљеник се ослободио и побио је многе пре него што су га зауставили.

### Одо Париски одлази да тражи помоћ
Викинзи су оставили део војске да држи опсаду, а већина је кренула у пљачку по околним подручјима Ле Манса и Чартра. Одо Париски је успео да се провуче кроз викиншке линије и кренуо је у Италију да тражи помоћ од Карла Дебелог. Главни Карлов вођа из Немачке Хенрик Саксонски дошао је до Париза. Морал Викинга је опао, па је Зигфрид битно смањио цену и тражио је 60 фунти сребра да би дигао опсаду Париза. Зигфрид је отишао у априлу, а оставио је Рола да држи опсаду.

### Карло Дебели не жури да се обрачуна са Викинзима
У мају у Паризу се раширила болест. Одо Париски је поново прошао кроз викиншке редове да би тражио помоћ Карла Дебелог. Карло је дао нешто војске, па су се Одо и Хенрик Саксонски борбом пробијали до Париза. Међутим, Хенрик је умро.
Лети су Данци извршили последњи покушај освајања града, али били су одбијени. Велика царска војска стигла је тек у октобру и разјурила је Викинге. Карло Дебели је опколио вођу Викинга Ролоа и његову војску. Међутим, Карло Дебели није желео да се бори, иако је био много јачи. Карло је у пролеће 887. дао Викинзима 700 фунти сребра због тога што се повлаче.

## Последице
Издати Парижани и Одо Париски нису пуштали Викинге низ Сену, па су Викинзи морали да вуку чамце копном до Марне. Карло Дебели је постао омражен у Француској, а и у Италији и Немачкој. Збачен је са власти 887, а Французи су изабрали Ода Париског да им буде краљ. Касније је и брат Ода Париског постао краљ.